# ارزنجان
اَرزَنجان (ارزنگان) (به ترکی استانبولی:Erzincan) مرکز استان ارزنجان در شرق ترکیه است. این شهر در سال ۲۰۲۲ جمعیتی بالغ بر ۱۵۰٫۷۱۴ نفر داشت که نسبت به سال ۲۰۰۷ این شهر ۸۶٫۷۷۹ نفر افزایش جمعیت داشته‌است.